# Kajvall
Kajvall är en friluftsanläggning belägen längs svartsjövägen, mellan Ljusdal och Ängebo i Svågadalen, ungefär nio kilometer norr om Ljusdal i norra Hälsingland. Vid anläggningen finns det en slalombacke, spår för längdskidåkning samt stugor för övernattning och en servering. I närheten finns Gröntjärns naturreservat, känt för sina geologiska värden och sina märkliga hydrologiska förhållanden.